# Varpeffekt

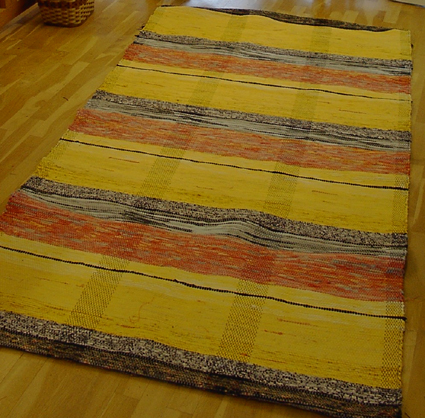
Trasmatta med varpeffekt.

Varpeffekt är samlingsbegreppet för de vävar där varpen är mönsterbildande. I en enkel trasmatta i tuskaft kan en variation av olikfärgade varptrådar ge varpeffekt, annars skapas effekten som regel genom solvningen.